# Marlierea acuminatissima
Marlierea acuminatissima är en myrtenväxtart som först beskrevs av Otto Karl Berg, och fick sitt nu gällande namn av Carlos Maria Diego Enrique Legrand. Marlierea acuminatissima ingår i släktet Marlierea och familjen myrtenväxter. Inga underarter finns listade i Catalogue of Life.